# 新界區專線小巴82線
新界區專線小巴82線是由新泰專線小巴有限公司營辦的一條專線小巴線，來往城門水塘及荃灣（兆和街）。

## 簡介及歷史
本路線於1982年5月2日投入服務，以取代九巴32線（城門水塘至荃灣碼頭）的服務。由於本路線以郊遊地點城門水塘為總站，加上能夠直達城門水塘和鄰近港鐵荃灣站，而且除的士外是「獨市」，因此大部分乘客均會乘搭，於假日的客量非常不俗，乘客往往需要等候約五部小巴才能夠上車。為了加強服務效率，營辦商會於假日安排多部加班車行走本路線，以便盡快疏渡人潮。
- 運輸署公開招標9組共19條專綫小巴新路線，此線與81編為同一組。
- 1982年5月2日：82線投入服務，當時收費$1，取代同日取消的九巴32線。 [1]
- 2009年5月17日：調整收費，全程車費由$3.9加至$4.1，分段收費由$2.4加至$2.5。
- 2012年9月9日：調整收費，全程車費由$4.1加至$4.5，分段收費由$2.5加至$2.8

## 服務時間及班次
- 每日
  - 城門水塘開：05:50-23:45（5-15 分鐘一班）
  - 荃灣（兆和街）開：06:45-23:45（5-15 分鐘一班）
  - 注意：每晚21:00以後班次繞經老圍

## 收費
- 全程收費：$5.6
- 分段收費：
  - 石圍角路往荃灣（兆和街）：$3.6
  - 石圍角路往城門水塘：$3.6

（此線所有車輛均接受八達通卡付款；上車及下車均可付款，不設找續。）

## 行車路線
- 往荃灣（兆和街）：城門道，和宜合道，和宜合交匯處，三楝屋路，二陂圳路，石圍角路，蕙荃路，廟崗街，城門道，青山公路，眾安街，荃灣街市街，川龍街及兆和街。
- 往城門水塘：兆和街，眾安街，沙咀道，德士古道，德士古道北，荃錦交匯處，惠荃路，石圍角路，二陂圳路，三楝屋路，和宜合交匯處，和宜合道及城門道。

## 用車
本線車隊全數採用豐田Coaster小巴行駛。
本線在2005年中開始採用石油氣小巴行駛，取代大部份舊有的2代豐田柴油小巴（俗稱「大牌箱」，其中1部更是1988年細牌箱）

## 外部連結
- 運輸署 - 新界區專線小巴路線第82號 （页面存档备份，存于）